# Kościół Matki Bożej Wspomożenia Wiernych w Tuszowie Narodowym
Kościół pod wezwaniem Matki Bożej Wspomożenia Wiernych w Tuszowie Narodowym – kościół rzymskokatolicki w Tuszowie Narodowym w województwie podkarpackim, w powiecie mieleckim.

## Historia i wnętrze
Świątynie wybudowano w 1902 roku z wykorzystaniem części murów spichlerza folwarcznego, ofiarowanego przez dziedziczkę Albinę z Gotzów Okocimską Włodkową. Kościół konsekrował bp Leon Wałęga w 1905 roku.
We wnętrzu świątyni znajdują się trzy ołtarze neobarokowe z lat 1905–1906, w głównym ołtarzu był obraz Przemienienia Pańskiego, a od 1909 r. jest obraz Matki Bożej Wspomożenia Wiernych namalowany przez Wandę Bolzowską, córkę hrabiego Włodka. Obraz ten zasłaniany jest obrazem Przemienienia Pańskiego. Na belce tęczowej umieszczono grupę ukrzyżowania w stylu ludowym. Kościół posiada trójbocznie zamknięte prezbiterium, kruchtę i dwie zakrystie. W kościele znajdują się organy z 1904 roku wykonane przez Jana Śliwińskiego ze Lwowa. Kościół był wiele razy remontowany, ołtarze zostały gruntownie odrestaurowane w latach: ołtarz główny – 2009, ołtarz boczny Matki Bożej – 2010, ołtarz boczny Serca Pana Jezusa – 2011, ponadto w 2009 roku wyremontowano prezbiterium i odtworzono jego malowidła ścienne. Na dachu kościoła znajduje się sygnaturka z podwójnym hełmem z latarnią. Obok kościoła znajduje się dzwonnica z trzema dzwonami: św. Stanisław (190 kg) i św. Katarzyna (290 kg) odlane u Eugeniusza Felczyńskiego w Przemyślu w roku 1958 oraz dzwon Wspomożycielka Wiernych (402 kg) odlany u Karola Schwabe w Białej z roku 1928. Obecnie budowana jest nowa świątynia.